# Fruitridge Pocket
Fruitridge Pocket – jednostka osadnicza w Stanach Zjednoczonych, w stanie Kalifornia, w hrabstwie Sacramento.